# Casa Haller din Sibiu
Casa Haller din Sibiu este una din cele mai importante case de locuit din Piața Mare din Sibiu, construită în stil gotic și renascentist. Clădirea actuală păstrează multe elemente din clădirea originală din sec. 15-16, cum ar fi portalul cu blazon, intrarea în arcade și decorațiunile. 
Casa a aparținut pe rând mai multor personalități locale. În 1537 Michael Altemberger a vândut-o primarului Peter Haller. Imobilul a rămas în proprietatea Familiei Haller timp de 354 de ani. Peter Haller a transformat clădirea gotică anterioară, dându-i aspectul actual renascentist.